# Fernando Guillén Gallego
Fernando Guillén Gallego   (Barcelona, 29 de novembre de 1931 - Madrid, 17 de gener de 2013) va ser un actor català. Dedicat a la interpretació durant cinc dècades, fou un dels intèrprets més respectats de la generació d'actors com Agustín González Martínez o Jesús Puente, amb qui va compartir escena.

## Biografia
Va néixer a Barcelona el 1932. Va iniciar estudis de dret a la Universitat de Madrid, participant en el Teatro Español Universitario, on va posar en escena Tres sombreros de copa (1952) de Miguel Mihura i  Escuadra hacia la muerte , d'Alfonso Sastre, al costat d'altres joves talents com Adolfo Marsillach, Agustín González Martínez i Juanjo Menéndez. Abandonà després la carrera per dedicar-se plenament a la interpretació.
La seva carrera artística va començar el 1952. Va actuar amb les companyies de Fernando Fernán Gómez i de Conchita Montes, i més tard en el Teatre Nacional de Catalunya. Després va formar també companyia pròpia amb la seva dona, l'actriu Gemma Cuervo; d'aquest matrimoni van néixer els també actors Fernando i Cayetana, a més d'una altra filla, Natalia. Ambdós es van separar posteriorment. El 2008, al Teatre Calderón de Valladolid, on interpretava l'obra El vals del adiós, va anunciar la seva retirada als 75 anys
A més de teatre va treballar a la televisió i al cinema, on es va iniciar el 1953 amb Un dia perdido, de José María Forqué. No obstant això, va ser a la televisió on va consolidar la seva carrera com a actor, debutant quan començava a Espanya, el 1958, amb l'adaptació de l'obra Pesadilla, de William Irish, sota les ordres de Juan Guerrero Zamora. En el programa Estudio 1 de TVE va representar nombroses obres, igual que a l'espai Novela, amb la seva dona Gemma Cuervo (Levántate y lucha, Marie Curie o El fantasma de doña Juanita entre d'altres). Va ser un rostre habitual en les sèries de realitzadors com Adolfo Marsillach, Alberto González Vergel o Pilar Miró. També la seva participació en l'adaptació de l'obra de José Zorrilla, Don Juan Tenorio, que es va interpretar en cinc ocasions a Estudio 1, sent interpretat el paper de Don Juan per actors com Juan Diego i Carlos Larrañaga.
A la televisió destacà La saga dels Rius (1976), Los jinetes del alba (1990) o la sèrie d'intriga de Telecinco, Motivos personales (2004), amb Lydia Bosch i Concha Velasco.
Al cinema va participar amb regularitat a partir dels anys 1980 i 90, destacant Mujeres al borde de un ataque de nervios o Todo sobre mi madre, ambdues de Pedro Almodóvar. A més d'Almodóvar, Guillén ha treballat a les ordres de José María Forqué, Pedro Lazaga, Fernando Fernán Gómez, Imanol Uribe i Gonzalo Suárez, entre d'altres.

## Filmografia (selecció)
| - Ventanas al mar (2010) - A la deriva (2009) - Fuga de cerebros (2009) - 14, Fabian Road (2008) - Sangre de mayo (2008) - Otros días vendrán (2005) - Palabras encadenadas (2003) - El florido pensil (2002) - You're the One (una historia de entonces) (2000) - Año mariano (2000) - Operación Fangio (1999) - Todo sobre mi madre (1998) - El abuelo (1998) - La herida luminosa (1997) - La leyenda de la doncella (1996) - Más allá del jardín (1996) - La nave de los locos (1995) - Sálvate si puedes (1994) - Tres palabras (1993) - ¿Por qué lo llaman amor cuando quieren decir sexo? (1993) - La febre d'or (1993) - Acción mutante (1993) - Tirano Banderas (1993) - El aliento del diablo (1993) - Havanera 1820 (1993) - El amante bilingüe (1992) | - Tacones lejanos (1992) - Què t'hi jugues, Mari Pili? (1991) - Don Juan en los infiernos (1991) - Martes de Carnaval (1991) - Continental (1990) - La teranyina (1990) - La punyalada (1990) - Sabbath: la luna negra (1989) - El mar y el tiempo (1989) - La noche oscura (1989) - Massa vell per morir jove (1988) - Mujeres al borde de un ataque de nervios (1988) - La rusa (1987) - La ley del deseo (1987) - La estanquera de Vallecas (1986) - El pico II (1984) - El caso Almería (1983) - Asalto al Banco Central (1983) - El vicari d'Olot (1981) - Los últimos golpes del Torete (1980) - Un millón por tu historia (1979) - Vente a Alemania, Pepe (1971) - La decente (1971) - Búsqueme a esa chica (1964) - Un día perdido (1954) |

## Televisió
| - Plutón B.R.B. Nero - Mi tío (14 octubre 2009) - Los misterios de Laura - El misterio de la escena del crimen (17 agost 2009) - Dos de maig La libertad d'una nación - La soledad del heroe (1 gener 2008) - Aída - La inmigración vive arriba (14 gener 2007) - Motivos personales (2005) - Paraíso - Una luz al final del túnel (21 agost 2003) - Hospital Central (2002-2003) - Inquilinos (1997) - Juntas pero no revueltas - En un lecho de Rosa (26 febrer 1996) - Amor pasado por agua (1 abril 1996) - A su servicio - Madrecita Del Alma Querida (1 gener 1995) - Una gloria nacional (1993) - Historias del otro lado - El Que Decide (8 maig 1991) - Los jinetes del alba (1990) - Brigada Central - Flores 'El Gitano (3 novembre 1989) - Vistas al mar (17 novembre 1989) - Delirios de amor - Un instante en tu piel (7 setembre 1989) - Primera función - La decente (9 març 1989) - El mundo de Juan Lobón - 14 gener 1989 - Pedro I, el Cruel - 9 gener 1989 - Recuerda cuándo (1987) - La huella del crimen - El crimen del Capitán Sánchez (10 abril 1985) - Un encargo original - El arte de mirar (13 agost 1983) - La saga de los Rius (1977) - Telecomedia - Comedia de boulevard (14 desembre 1974) - Ficciones - Pesadilla (28 octubre 1974) | - Noche de teatro - La mordaza (26 juliol 1974) - Buenas noches, señores - Intermedio sentimental (23 juny 1972) - Obra completa - Cuatro encuentros (10 setembre 1971) - Teatro de siempre - Clavijo (18 maig 1970) - La risa española - Una bomba llamada Abelardo (23 maig 1969) - Chiruca (29 agost 1969) - Pequeño estudio - Juego Limpio (1 gener 1969) - Detrás del telón (1968) - Historias per a no dormir - La pesadilla (20 octubre 1967) - Los encuentros - El relevo (26 agost 1967) - Un ladrón se jubila (30 setembre 1967) - Habitació 508 - Presentació (4 octubre 1966) - El caballo (11 octubre 1966) - El crimen (8 novembre 1966) - Estudio 1 - Más allá del horizonte (15 juny 1966) - El último mono (6 juliol 1966) - El viaje infinito (31 agost 1966) - El momento de tu vida (21 setembre 1966) - Europa y el toro (19 octubre 1966) - Don Juan Tenorio (2 novembre 1966) - Baile en capitanía (28 desembre 1966) - El baúl de los disfraces (8 febrer 1967) - Dos mujeres a las nueve (15 de març de 1967) - Prohibido suicidarse en primavera (29 març 1967) - Las buenas personas (12 d'abril de 1967) - La plaza de Berkeley (17 de maig de 1967) - En Flandes se ha puesto el sol (19 juliol 1967) - Vela de armas (26 juliol 1967) - Legítima defensa (20 setembre 1967) - La vida en un hilo (13 de setembre de 1967) - El baúl de los disfraces (31 d'agost de 1968) - La señorita Julia (3 març 1970) - El mejor mozo de España (16 abril 1970) - Esta noche es la víspera (23 abril 1970) - El mejor alcalde, el rey (28 de maig de 1970) | - - El árbol de los Linden (9 juliol 1970) - La Santa Hermandad (16 juliol 1970) - Otelo (7 abril 1972) - La loca de Chaillot (23 juny 1972) - La venganza de Don Mendo (29 setembre 1972) - La malcasada (25 maig 1973) - Don Juan Tenorio (2 novembre 1973) - La vida en un hilo (28 de setembre de 1973) - Mirando hacia atrás con ira (5 març 1974) - Judith (10 gener 1979) Holofernes - El dilema del doctor (16 novembre 1980) - Yo estuve aquí antes (25 gener 2000) - El chalet de Madame Renard (28 març 2000) - La pequeña comedia - Esta noche en el campo (12 febrer 1966) - Diego Acevedo - El 2 de maig de 1808 (1 gener 1966) - La invasión (1 gener 1966) - Sábado 64 - La Piconera (16 gener 1965) - Gran teatro - Don Juan Tenorio (27 octubre 1963) - Novela - Tres preguntas al destino (1 octubre 1963) - Dos mujeres (2 desembre 1963) - Se fue el novio (15 juny 1964) - Marianela (16 novembre 1965) - Los hermanos Karamazov (29 novembre 1965) - Lilí (28 febrer 1966) - Levántate y lucha (26 abril 1966) - El último viaje de Ademis (28 juny 1966) - Madame Curie (1 agost 1966) - Cebada per a el señor (3 juliol 1967) - La casa maldita (4 setembre 1967) - El Cristo de la Vega (15 juny 1970) - De la piel del diablo (2 juliol 1973) - Teatro de familia - La línea y el agujero (11 setembre 1963) - Primera fila - Paño de lágrimas (14 juny 1963) - Las flores (30 octubre 1963) - Plaza de Oriente(18 novembre 1964) - El canto de la cigarra (23 desembre 1964) - Estudio 3 - El soñador (1 gener 1963) |

## Teatre
| - Fuego inmortal (1949), de Luis Castillo - Tres sombreros de copa (1952), de Miguel Mihura, - Más alla del horizonte (1952), d'Eugene O'Neill, - El caballero de Olmedo (1952), de Lope de Vega, - El jugador (1953), de Ugo Betti, - El momento de su vida (1953) de William Saroyan, - La margarita (1953), d'Armand Salacrou. - Legitima defensa (1953), de Paolo Levi. - Escuadra hacia la muerte (1953), d'Alfonso Sastre - Una bomba llamada Abelardo (1953), d'Alfonso Paso. - La mordaza (1954), d'Alfonso Sastre, - ¡Blum! (1954), de Enrique Santos Discepolo i Juliol Porter, - El caso del señor vestido de violeta (1954), de Miguel Mihura - La otra orilla (1954), de José López Rubio - La torre sobre el gallinero (1954), de Vittorio Calvino. - Adelita (1955), d'Edgar Neville - El amor tiene su aquel (1955), de Carlos Llopis - La vida privada de mamá (1956), de Víctor Ruiz Iriarte - La guerra empieza en Cuba (1956), de Víctor Ruiz Iriarte - El enemigo (1956), de Julien Green - Proceso a Jesús (1956) de Diego Fabbri - Mi mujer me gusta màs (1956), de Luis Tejedor i José Alfayate, - La galera (1957), de Emilio Hernández Pino, - Réquiem por una mujer (1957), de William Faulkner. - Enrico IV (1958), de Luigi Pirandello - La Celestina (1958), de Fernando de Rojas, - Otel·lo (1958), de William Shakespeare, - Un soñador per a un pueblo (1958), d'Antonio Buero Vallejo. - Medea (1958), d'Eurípides - La Orestiada (1959), d'Esquilo - La muerte de un viajante (1959), d'Arthur Miller - Las Meninas (1960), d'Antonio Buero Vallejo. - Don Juan Tenorio (1960), de José Zorrilla - El avaro (1960), de Molière - La alondra (1960), de Jean Anouilh - La casa de te de la luna d'agost (1960), de John Patrick - El cerco de Numancia (1961), de Miguel de Cervantes - Divinas palabras (1961) de Valle-Inclán - En Flandes se ha puesto el sol (1961), d'Eduardo Marquina - Fuenteovejuna (1962), de Lope de Vega - El cardenal de España (1962), de Henry de Montherlant - La dama del alba (1962), d'Alejandro Casona | - El alcalde de Zalamea (1962), de Calderón de la Barca - Deseo bajo los olmos (1963), d'Eugene O'Neill - El pagador de promesas (1963), de Bernardo Santareno - El pensamiento (1963), de Leonidas Andreyev - Los árboles mueren de pie (1963/64), d'Alejandro Casona - Una estatua per a las palomas (1964), de Ángel Escarzaga, - Pigmalió (1965), de Bernard Shaw - ¿Quién quiere una copla del Arcipreste de Hita? (1965), de José Martín Recuerda - Los siete infantes de Lara (1966), de Lope de Vega. - Águila de blasón (1966), de Valle-Inclán. - Después de la caída (1966), d'Arthur Miller - Madre coraje (1966) de Brecht - Seis personajes en busca de autor (1967), de Luigi Pirandello - A puerta cerrada (1967), de Jean Paul Sartre - La puta Respetuosa (1967), de Jean Paul Sartre - El castigo sin venganza (1968), de Lope de Vega - Cara de plata (1968), de Valle-Inclán - El rehén (1968), de Brendam Behan, - El amante y la colección (1969), de Harold Pinter - El malentendido (1969), d'Albert Camus - Todo en el jardín (1971), d'Edward Albee. - La vida en un hilo (1972), d'Edgar Neville. - Los secuestrados de Altona (1972), de Jean Paul Sarte - Usted también podrá disfrutar de ella (1973), de Ana Diosdado - Que absurda es la gente absurda (1975), de Alan Ayckbourn - Una vez al año (1976) de Bernard Slade. - Equus (1977), de Peter Shaffer - Violines y trompetas (1980), de Santiago Moncada - El apagón (1981), de Peter Shaffer - Yo me bajo en la próxima, ¿y usted? (1982), d'Adolfo Marsillach - Sálvese quien pueda (1984), de Ray Cooney - Lutero o la libertad esclava (1987), de María Manuela Reina, - Juli César (1988), de William Shakespeare. - Llama un inspector (1994), de J.B. Priestley - Pantaleón y las visitadoras (1996), de Mario Vargas Llosa - La balada de los tres inocentes (1998), de Pedro María Herrero - Top dogs (2000), d'Urs Widmer - Ultima batalla en el Pardo (2001), de José María Rodríguez Méndez - Wit (2004), de Margaret Edson - La Rositeta (2008), de Carme Capdet - El último vals (2008), de Louis Aragon |

## Premis i nominacions

### Premis
- 1990. Premi de Cinematografia de la Generalitat de Catalunya per La punyalada
- 1991. Goya al millor actor per Don Juan en los infiernos
- 1991. Fotogramas de Plata al millor actor per Martes de Carnaval
- 1991. Premi Sant Jordi al millor actor espanyol per Don Juan en los infiernos
- 2008. Premi Rosa Sant Jordi per la seva trajectòria

### Nominacions
- 1989. Goya al millor actor secundari per La noche oscura
- 1993. Fotogramas de Plata al millor actor per La febre d'or
- 2005. Premi Unión de Actores al millor actor secundari per la pel·lícula Otros días vendrán
- 2006. Goya al millor actor secundari per Otros días vendrán